# Thomas Lynch Jr.
Thomas Lynch Jr. (ur. 5 sierpnia 1749 w Hrabstwie Georgetown, zm. w 1779) – amerykański sygnatariusz deklaracji niepodległości Stanów Zjednoczonych.

## Życiorys
Był jedynym synem Thomasa Lyncha, bogatego plantatora ryżu z Karoliny Południowej. W latach 1764–1772 studiował prawo w Anglii, między innymi w Eton College oraz w Gonville and Caius College na Uniwersytecie Cambridge .
W 1775 roku wstąpił do wojska. Poważnie zachorował i został inwalidą do końca życia. Jego ojciec, który od 1774 roku był członkiem Kongresu Kontynentalnego, w 1776 roku doznał udaru mózgu, który praktycznie wyłączył go z możliwości sprawowania funkcji publicznych. Wówczas Thomas Lynch Jr. został również wybrany do Kongresu Kontynentalnego, prawdopodobnie aby móc się zaopiekować ojcem i podejmować w jego imieniu decyzje. Ponieważ jego ojciec nie był w stanie złożyć podpisu na deklaracji niepodległości Stanów Zjednoczonych, więc podpis złożył dwudziestosiedmioletni wówczas Thomas Lynch Jr.
Był drugim najmłodszym sygnatariuszem deklaracji niepodległości Stanów Zjednoczonych (po Edwardzie Rutledge'u, który miał 26 lat). Byli również wraz z ojcem jedyną parą ojciec-syn, która jednocześnie zasiadała w Kongresie Kontynentalnym.
W drugiej połowie roku 1776, pogarszające się zdrowie obu mężczyzn zmusiło ich do wycofania się z funkcji publicznych i politycznych i powrotu do domu. W drodze z Filadelfii, jego ojciec dostał kolejnego udaru mózgu i zmarł w Annapolis w Maryland. W 1779 roku dla ratowania pogarszającego się zdrowia Thomas Lynch Jr. postanowił wyruszyć do Francji, jednak statek, którym podróżował, nigdy nie dotarł, prawdopodobnie zatonął.
Zaginięcie Thomasa Lyncha Jr. na Atlantyku jest łączony z istnieniem „Trójkąta Bermudzkiego”.